# Special Holynight
「Special Holynight」（スペシャル・ホーリーナイト）は、上原あずみの2枚目のシングル。

## 概要
上原自身が出演しているNTT DoCoMo「M-stage music」のCMソング。
TV出演などのプロモーションは無かったが前作同様、大量のスポットCMがオンエアされオリコン週間チャート19位初登場。
累計売上枚数は4万枚。
タイトル曲の作詞も前作に続き、GARNET CROWのAZUKI七と共作。

## 収録曲
1. Special Holynight
作詞：上原あずみ, AZUKI七　作曲：大野愛果　編曲：尾城九龍
2. fly away
作詞：上原あずみ　作曲：川島だりあ
3. Special Holynight 〜sukina hito to aitaitoki remix〜
4. Special Holynight 〜odori akasou remix〜
5. Special Holynight 〜instrumental〜

## タイアップ
- 『M-stage music』（NTT DoCoMo）CMソング